# Noëlle Smit
Noëlle Smit (Alkmaar, 28 september 1972) is een freelance-illustrator.

## Loopbaan
Smit volgde een opleiding aan de Hogeschool voor de Kunsten te Utrecht, waar zij aanvankelijk koos voor grafisch vormgeven en daarna de overstap maakte naar illustratieve vormgeving. Sinds het afronden van haar studie in 1999 is zij werkzaam als freelance-illustrator. Sindsdien zijn er vele kinderboeken met illustraties van haar verschenen.
Haar prentenboeken verschenen bij verschillende uitgeverijen en werden vertaald in meer dan tien talen.

## Prijzen
- 2011 - Prentenboek van het jaar 2011 voor Fiet wil rennen, auteur Bibi Dumon Tak
- 2018 - Sardes-Leespluim 2018 voor Haren vol banaan, auteur Erik van Os
- 2021 - Zilveren Penseel voor Vuilnisvarkens Job en Bob, auteur Tjibbe Veldkamp (Gottmer)
- 2021 - Winnaar Leespluim voor Ben je ziek, Teckel Tom?, auteur Bette Westera